# 邱之胤
邱之胤（1970年11月1日—），是已退役的中国足球运动员，司职后卫，长期效力于上海大顺和上海浦东。退役后邱之胤在已经搬迁到西安的原浦东足球俱乐部中担任体能教练和竞赛官员。